# Gerenciamento de risco na cadeia de suprimentos
Gerenciamento de risco na cadeia de suprimentos pode ser conceituada como a implementação de estratégias para gestão de riscos cotidianos e excepcionais ao longo da cadeia de suprimentos através da avaliação continuada de riscos com o objetivo de reduzir a vulnerabilidade e assegurar a prosperidade da organização.